# 村井秀夫
村井秀夫（日语：／ Murai Hideo，1958年12月5日—1995年4月23日），日本科學家，奧姆真理教集团“科學技術省大臣”（最高幹部）。法號為文殊菩薩正大師。

## 生平
出生於大阪府，小時候就對科學十分感興趣。1977年，他以優異成績考入大阪大學理學部物理學系。大學畢業後，順利進入研究生院，研究宇宙物理學，在X光領域有所建樹。碩士畢業後，進入神戶製鋼所工作。1987年，加入奧姆真理教，由於其過人的淵博知識，很快得到麻原彰晃的賞識而成為奧姆真理教中地位最高的幹部之一，階級為正大師，1994年奧姆真理教實行省廳制後被任命為「科學技術省大臣」。
他被認為是奧姆真理教實行的多起犯罪恐怖活動的中心人物，包括策劃、指揮坂本堤律師一家殺害事件、松本沙林毒氣事件、東京地下鐵沙林毒氣事件。1990年，他曾經以真理黨的身份參加第39屆眾議院議員總選舉，不過得票極少而落敗。
1995年地下鐵沙林事件後，日本警方大規模掃蕩奧姆真理黨。不過在4月23日，村井秀夫在東京都港區南青山的教團東京總本部前遭到自稱是指定暴力團，右翼團體山口組系羽根組韓國籍組員徐裕行持刀刺殺。村井秀夫在第二天凌晨宣告死亡，终年36歲。